# Acrotaeniostola megispilota
Acrotaeniostola megispilota es una especie de insecto del género Acrotaeniostola de la familia Tephritidae del orden Diptera.

## Historia
Hardy la describió científicamente por primera vez en el año 1974.